# ミツモンケンモン
ミツモンケンモン（学名：Cymatophoropsis trimaculata）は、チョウ目（鱗翅目）・ヤガ科に分類されるガの一種。絶滅の危機に瀕しており、なかなか姿をみることができない珍種。

## 分布
中国、朝鮮半島、ロシア沿海州、日本に分布する。
日本では、岩手県、栃木県、群馬県、長野県で局所的に記録されていたが、1972年の群馬県沼田市の記録を最後に姿がみられなくなった。その後、1993年に栃木県で再発見された。

## 特徴
開張35mm。前翅に3つの楕円形の紋をもつ。
里山の雑木林に生息する。クロウメモドキ科のクロツバラを食草とする。
雑木林の管理放棄や開発によって生存が脅かされているといわれている。

## 保全状況評価
- 絶滅危惧IB類 (EN)（環境省レッドリスト）
- 青森県版レッドデータブック‐最重要希少野生生物（Aランク）
- 岩手県版レッドデータブック‐Aランク
- 茨城県版レッドデータブック‐絶滅危惧種
- 群馬県版レッドデータブック‐絶滅危惧Ⅰ類
- 栃木県版レッドデータブック‐準絶滅危惧(Cランク)